# Апрель 2007 года

Список событий апреля 2007 года.

## События
- 2 апреля — президент Украины Виктор Ющенко распустил Верховную Раду[1].
- 3 апреля — во Франции электропоездом TGV POS был установлен мировой рекорд скорости — 578,8 км/ч.
- 4 апреля — президент Ирана Ахмадинежад освободил британских морских пехотинцев[2][3].
- 5 апреля
  - У берегов Санторини потерпел крушение круизный лайнер «Sea Diamond». Пропало без вести 2 человека.
  - Серж Саргсян стал премьер-министром Армении.
- 7 апреля — старт космического корабля Союз ТМА-10. Экипаж старта — Ф. Н. Юрчихин, О. В. Котов и Ч. Шимоньи (Венгрия-США).
- 11 апреля — Буш подписал закон о поддержке вступления Украины и Грузии в НАТО[4].
- 14 апреля — в «Марше несогласных» приняло участие не менее 5000 человек[5].
- 15 апреля — Николай Валуев не смог защитить титул чемпиона мира по боксу[6]. Впервые в своей карьере профессионального боксёра, Валуев встретил сопротивление соперника, ориентированного на тактический, а не силовой бокс.
- 16 апреля — американский студент корейского происхождения Чо Сын Хи открыл стрельбу по студентам в кампусе Виргинского политехнического института, США, после чего покончил с собой выстрелом в голову. 32 человека погибло, и ещё 30 получили ранения[7].
- 17 апреля — Иттё Ито, мэр Нагасаки, умер после покушения на него. Его предшественник так же был убит в 1990 году[8].
- 19 апреля — Владимир Меньшов на вручении наград «MTV-2007» отказался вручить приз фильму «Сволочи», по его словам, «порочащему честь страны», предложив это сделать Памеле Андерсон, накануне прилетевшей в Москву[9].
- 20 апреля — Государственная Дума РФ оставила дольщиков без банковских гарантий[10].
- 21 апреля — приземлился спускаемый аппарат корабля «Союз ТМА-9»; на Землю вернулись космонавт Михаил Тюрин, астронавт Майкл Лопес-Алегриа и пятый космический турист Чарльз Симони[11].
- 22 апреля
  - Умер известный польский и швейцарский математик, внёсший заметный вклад в теорию игр и нечёткую логику, автор теории линейной частичной информации Эдуард Кофлер.
  - Первый тур президентских выборов во Франции; во второй тур выходят Николя Саркози (UMP) и Сеголен Руаяль (СПФ).
- 23 апреля
  - Умер первый президент России Борис Ельцин[12].
  - С индийского космодрома Шрихарикота с помощью ракеты-носителя PSLV-C8 запущен итальянский астрономический спутник AGILE.
- 24 апреля — Храм Христа Спасителя, где проходило прощание с Борисом Ельциным, посетило около 12 тысяч человек[13].
- 25 апреля — в России объявлен общенациональный траур в связи со смертью Бориса Ельцина. В этот день состоялись похороны на Новодевичьем кладбище Москвы[14].
- 26 апреля — в Таллине продолжаются беспорядки в связи с решением властей о переносе памятника «Бронзовый солдат»[15]. В Москве в здание эстонского посольства было кинуто несколько пакетов с фекалиями[16].
- 27 апреля
  - В 4 часа ночи, после того, как полиция взяла под контроль центр Таллина, Бронзовый солдат был поспешно демонтирован[17]. По первым сообщениям предполагалось, что в городе будет введён комендантский час[18].
  - Умер народный артист СССР, художественный руководитель БДТ им. Товстоногова Кирилл Лавров[19].
  - Умер русский виолончелист, дирижёр, народный артист СССР Мстислав Ростропович[20].
  - Президент РФ В. В. Путин подписал указы о присвоении почётного звания «Город воинской славы» первым трём городам — Белгороду, Курску и Орлу. Свои аргументы-ходатайства подготовили ещё 34 города страны[21].
  - В Москве и Мытищах стартовал ежегодный чемпионат мира по хоккею с шайбой. Он продлился до 13 мая.
  - В Чечне разбился Ми-8. Погибли все 18 человек на борту.